# Spaniacris deserticola
Spaniacris deserticola is een rechtvleugelig insect uit de familie Romaleidae. De wetenschappelijke naam van deze soort is voor het eerst geldig gepubliceerd in 1906 door Bruner.
1. ↑  (en) Spaniacris deserticola op de IUCN Red List of Threatened Species.